# Sophie Taylor
Sophie Taylor (Sheffield, 2 februari 1996) is een Britse zwemster.

## Carrière
Bij haar internationale debuut, tijdens de Gemenebestspelen 2014 in Glasgow, zwom Taylor namens Engeland. Op dit toernooi veroverde ze de gouden medaille op de 100 meter schoolslag, daarnaast eindigde ze als vierde op de 50 meter schoolslag en werd ze uitgeschakeld in de series van de 200 meter schoolslag. Op de 4x100 meter wisselslag legde ze samen met Lauren Quigley, Siobhan-Marie O'Connor en Francesca Halsall beslag op de bronzen medaille. Op de Europese kampioenschappen zwemmen 2014 in Berlijn strandde de Britse in de series van de 100 meter schoolslag, op de 4x100 meter wisselslag sleepte ze samen met Georgia Davies, Jemma Lowe en Francesca Halsall de bronzen medaille in de wacht.

## Internationale toernooien
| Jaar | Olympische Spelen | WK langebaan | WK kortebaan | EK langebaan                            | EK kortebaan | Gemenebestspelen                                                              |
| ---- | ----------------- | ------------ | ------------ | --------------------------------------- | ------------ | ----------------------------------------------------------------------------- |
| 2014 |                   |              | 3-7 december | 42e 100m schoolslag · 4x100m wisselslag |              | 4e 50m schoolslag · 100m schoolslag · 11e 200m schoolslag · 4x100m wisselslag |

## Persoonlijke records
Bijgewerkt tot en met 28 juli 2014
Kortebaan
| Afstand         | Tijd    | Datum            | Plaats     |
| --------------- | ------- | ---------------- | ---------- |
| 50m schoolslag  | 31,27   | 1 december 2013  | Sunderland |
| 100m schoolslag | 1.07,06 | 30 november 2013 | Sunderland |
| 200m schoolslag | 2.27,19 | 1 december 2013  | Sunderland |

Langebaan
| Afstand         | Tijd    | Datum         | Plaats  |
| --------------- | ------- | ------------- | ------- |
| 50m schoolslag  | 30,56   | 24 juli 2014  | Glasgow |
| 100m schoolslag | 1.06,35 | 28 juli 2014  | Glasgow |
| 200m schoolslag | 2.24,46 | 12 april 2014 | Glasgow |